# Cañada Real Leonesa Occidental

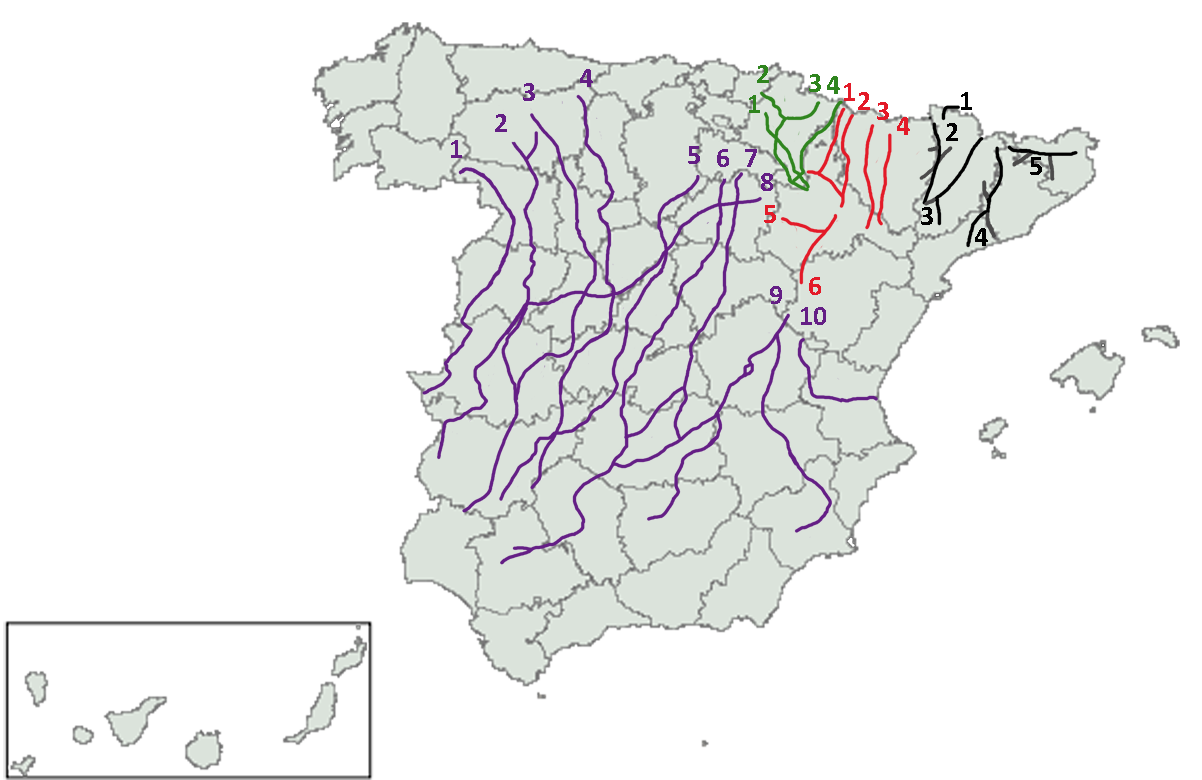
Principales Cañadas Reales
Nº 3: Cañada Real Leonesa Occidental

La Cañada Real Leonesa Occidental es una de las Cañadas de la Mesta que tiene sus orígenes en la provincia de León y su extremo sur en la provincia de Badajoz. Atraviesa las provincias de León, Valladolid, Ávila, Toledo y Cáceres.

## Tramo en León

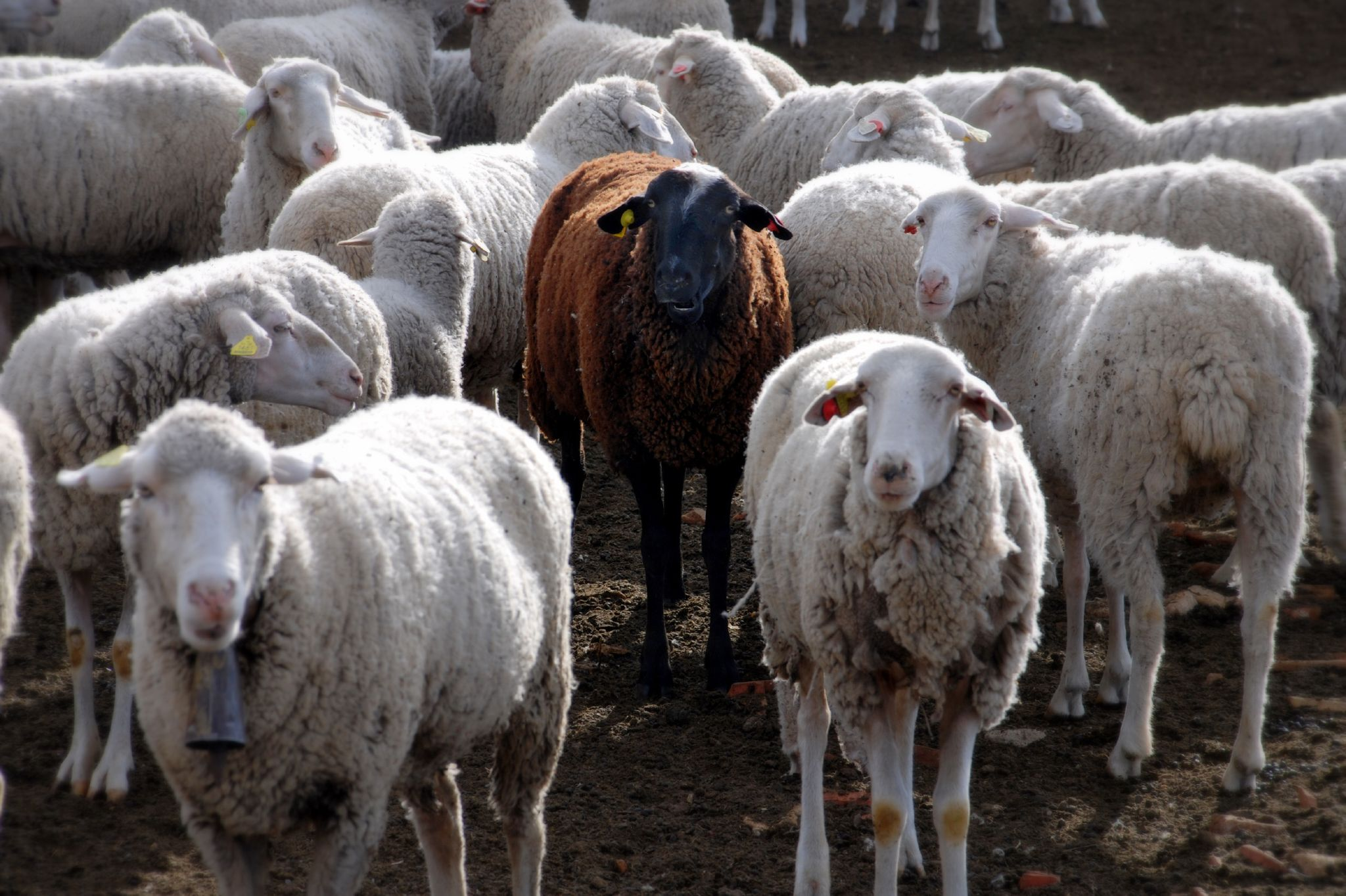
Ovejas merinas

A partir de Rabanal de Luna y hasta pasada la localidad de Gradefes se halla uno de los tramos más difuminados del ramal principal de la Cañada Occidental Leonesa. Los dos sujetos de esta difuminación son el embalse de Barrios de Luna y la expansión urbana de la ciudad de León. Aguas abajo de la presa, la Cañada, además sirvió como base para la carretera LE-623 que marcha en dirección suroriental, abandonando el valle del río Luna para buscar el del Bernesga, que encuentra en Lorenzana. Al acercarse a la ciudad, cruzaría el Bernesga por el mismo puente por el que lo hace el Camino de Santiago. La cañada cruzaría finalmente el Torío en Puente Castro. La cañada entra ya en las llanuras sedimentarias del interior de la meseta superior, de las que la Tierra de Campos es la más central y extensa. En la hoja de Gradefes del M.T.N. cruzaba por el cuadrante suroccidental que sirvió de base para la carretera N-601 de León a Valladolid. Aparece bien individualizada en el tramo comprendido entre el lugar de Valdelafuente y la mitad del que se extiende entre Arcahueja y Villarente. A continuación pasaba por el de Villamoros de Mansilla y confundido su trazado con el Camino de Santiago, salvaba el puente medieval sobre el Esla y entraba así en Mansilla de las Mulas, donde el ganado podía abrevar en la Laguna de Abajo, junto a la cañada, si no lo había realizado en el mismo pedregoso río.
En este último lugar recibía por la izquierda la vía pecuaria que llegaba siguiendo el curso del Esla. Esta del Esla, con el nombre de Cañada de Merinas, muestra su arranque en el límite del monte mancomunado de los pueblos de Laíz , Santa Colomba , Corral, Barrillos y Acisa, todos los cuales portan el apelativo de Las Arrimadas. A lo largo del arroyo Valdearmiro baja hasta la ribera del Esla y frente a Villahibiera se divide en dos brazos, uno que desciende meridiano y el que llega a la Occidental Leonesa en Mansilla de las Mulas. En Mansilla la Cañada Occidental Leonesa toma el nombre de Camino Real de Merinas. La cañada era ancha al servir de límite entre los términos de Reliegos y Luengos y también en Santas Martas.
Con la misma dirección suroriental que traía, la Cañada cruza la zona representada en la hoja de Valencia de Don Juan. Es donde este Camino Real o Cordel de Merinas recibía, o se cruzaban con él, las cañadas zamoranas, la de Galicia, el cordel de ganados de Benavente que se unía a esa gallega y a una de las zamoranas en Valderas, la de Valencia de Don Juan a Mayorga, más la denominada Carre Bañeza y también Colada de ganados y Camino Real.

## Tramo en Valladolid

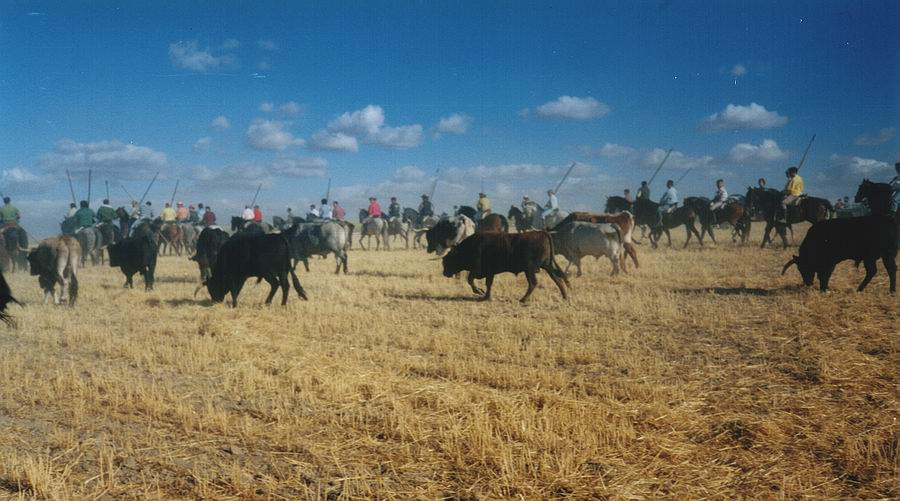
Encierro de toros en Medina del Campo, (Valladolid) España

La Cañada recibía en Mayorga, por su costado izquierdo, al que en el mapa correspondiente (Hoja 271, de 1933) llegaba con el nombre de Camino de Villalón de Campos, pero marcado como vía pecuaria. Todavía aquella cañada principal cruza entre campos de panes la zona representada en esta hoja, ya dentro de la provincia de Valladolid, con la misma dirección suroriental que traía en las leonesas, individualizada de la carretera a la que atraviesa en Becilla de Valderaduey. Traspuesta esta localidad ha de cruzar el Valderaduey y lo hace por el puente que sirve también para el paso de la calzada romana existente sobre el borde occidental de la misma Cañada y que junto al puente conserva parte del enlosado. Paralela a la carretera N-601 hasta Ceinos de Campos y a continuación bajo ella, la Cañada tiene un recorrido de 9 km dentro de la zona cartografiada en la Hoja 272 o de Villalón de Campos, donde vadea otro río, el llamado Valderaduey, y ofrece su trazado entre pagos cerealistas que portan los nombres de Picón de las Rejas, El Monte y El Montico. Las obras ferroviarias y de carreteras van borrando el trazado de las seculares vías pecuarias. Es lo que ocurre con la Occidental Leonesa   a su paso por la zona cartografiada en la Hoja 310 o de Medina de Rioseco del M.T.N.. Su recorrido en ella, 21 km, podía aún reconocerse con nitidez en 1932, que es cuando se realizó el mapa, en unos caso a la vera de la misma carretera N-601 y en otros más o menos paralela y cercana a ella. Esta cruzaba Medina de Rioseco por la porticada calle principal del núcleo. En Medina de Rioseco la Cañada, según los mapas topográficos, abandonaba la carretera N-601 para dirigirse hacia Tordesillas. Por el lugar de Valverde de Campos penetraba en la zona meridional inmediata a  aquella, que es la cartografiada en 1941 en la Hoja 342 o de Villabrágima. Separada aquí de cualquier carretera, aparece representada en todo su recorrido, igualmente de 21 km, que se desarrolla por los términos de Valverde de Campos, Castromonte. el que era de Peñaflor y el de Torrelobatón. En el de Castromonte pasba junto a la fuente de los Panaderso, y en el de Castromonte, a las de Vumagor y La Salud, y en el de Peñaflor hacía un giro de 90° para vadear perpendicular uno de los brazos del río Hornija.

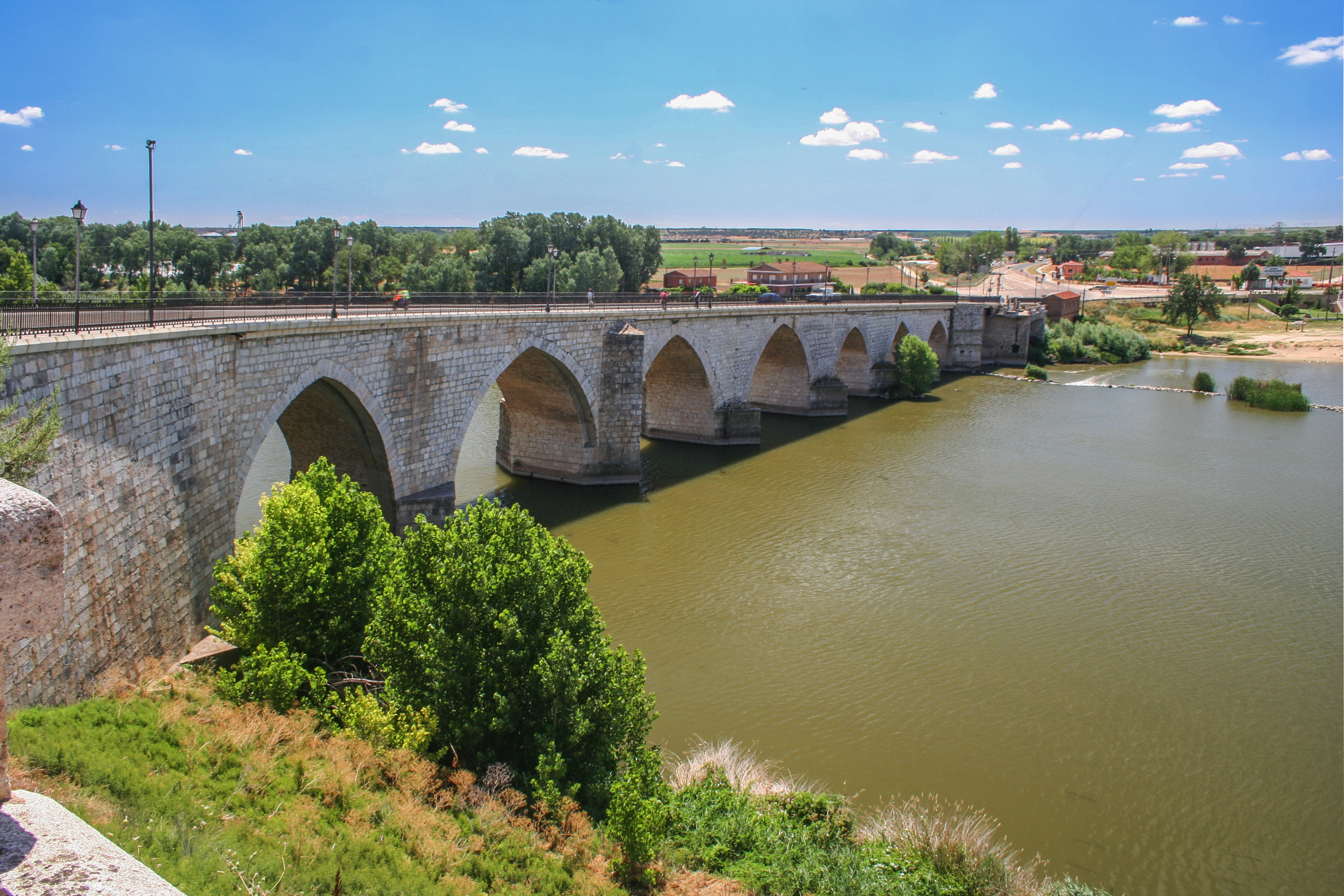
Paso del río Duero por el puente gótico de Tordesillas, (Valladolid) España

Cuando se realizó en 1926 la 1.ª edición de la Hoja 371 o de Tordesillas del M.T.N. a 1:50.000, la Cañada continuaba hacia el sur en la zona representada, también claramente diferenciada, salvo en un pequeño trecho en el que coincidía con la carretera VA-611, que enlaza Tordesillas con Sahagún pasando por Medina de Rioseco. A su entrada recibía por la izquierda a la Cañada del Penacho; después por Torrelobatón, a la vista del imponente castillo del que los comuneros partieron para la batallay, con su derrota para el patíbulo, salvaba los desniveles debidos a la acción erosiva del río Hornija y arribaba a la monumental Tordesillas. Las obras de carreteras y autopistas han destrozado la Cañada, en el último trecho de su recorrido por la zona.
Más destrozada ha quedado la Cañada en la zona representada en la Hoja 399 o de Rueda. En 1930 ya montaba sobre ella la carretera N-VI. Tras salvar el Duero por el puente gótico de Tordesillas, emitía a la izquierda como ramal la Cañada de Puente Nueva y Camino de Rueda; a la derecha afluían a la principal otra que venía siguiendo la carretera N-620 o se hallaba bajo ella , y la llamada de Foncastín. Algo más adelante afluía a la Leonesa la de las Carretas -de la que resultaba subafluente la del Prado- después de haberse cruzado con aquella de Foncastín. Es donde la Occidental Leonesa, que al norte del río Duero venía entre hazas de panes, penetraba en la tierra vitícola de Rueda. Ya dentro de la región del viñedo, la Cañada Occidental Leonesa estaba atravesada por otra vía pecuaria que, en su ramal occidental, se llamaba Cañada de la Fuente Pascua, del reguiloón y del Montico, y en el oriental, de Valdonvelasco. Aquel primer ramal recogía a su vez a los de Lavaculos, Mayorido, del Cristo y de los Pajares, a su vez relacionado con el nombrado de Herreros de dirección meridiana, y posiblemente también con los de Valdelasno y las Zorreras. Por su parte, el opuesto o del Valdonvelasco servía de enlace entre la Cañada Occidental Leonesa y la de Rueda a Valladolid. Al sur de la localidad de Rueda confluían con la principal tres cordeles más, estas confluencias han desaparecido bajo la A-6.
Medina del Campo fue importante nudo de calzadas, como la procedente de Salamanca, sobre la que Cervantes situó el nacimiento de unos de los pícaros de su Rinconete y Cortadillo. Pero esa y las restantes eran a la vez cañadas, y así lo son todavía. Tal, también la que poco de salir de Boadilla del Campo recibe el nombre de Cañada de Extremadura y llega a Medina por el suroeste. Pero Medina del Campo se transformó en importante núcleo ferroviario y de carreteras. Esto y la misma expansión del núcleo han borrado el trazado de las cañadas, y sobre todo el de la Occidental Leonesa que a poco de entrar en la zona de tal mapa topográfico, salía por el este a la de Olmedo (Hoja 428, de 1935 en su primera edición). Es donde aparece  individualizada de la carretera N-VI en su corto trayecto hasta Ataquines, tras haber recibido como afluentes por la izquierda a la de Medina del Campo a Olmedo y a un Cordel que la comunicaba con la que , más al este, remontaba el curso del río Adaja.

## Tramo en Ávila

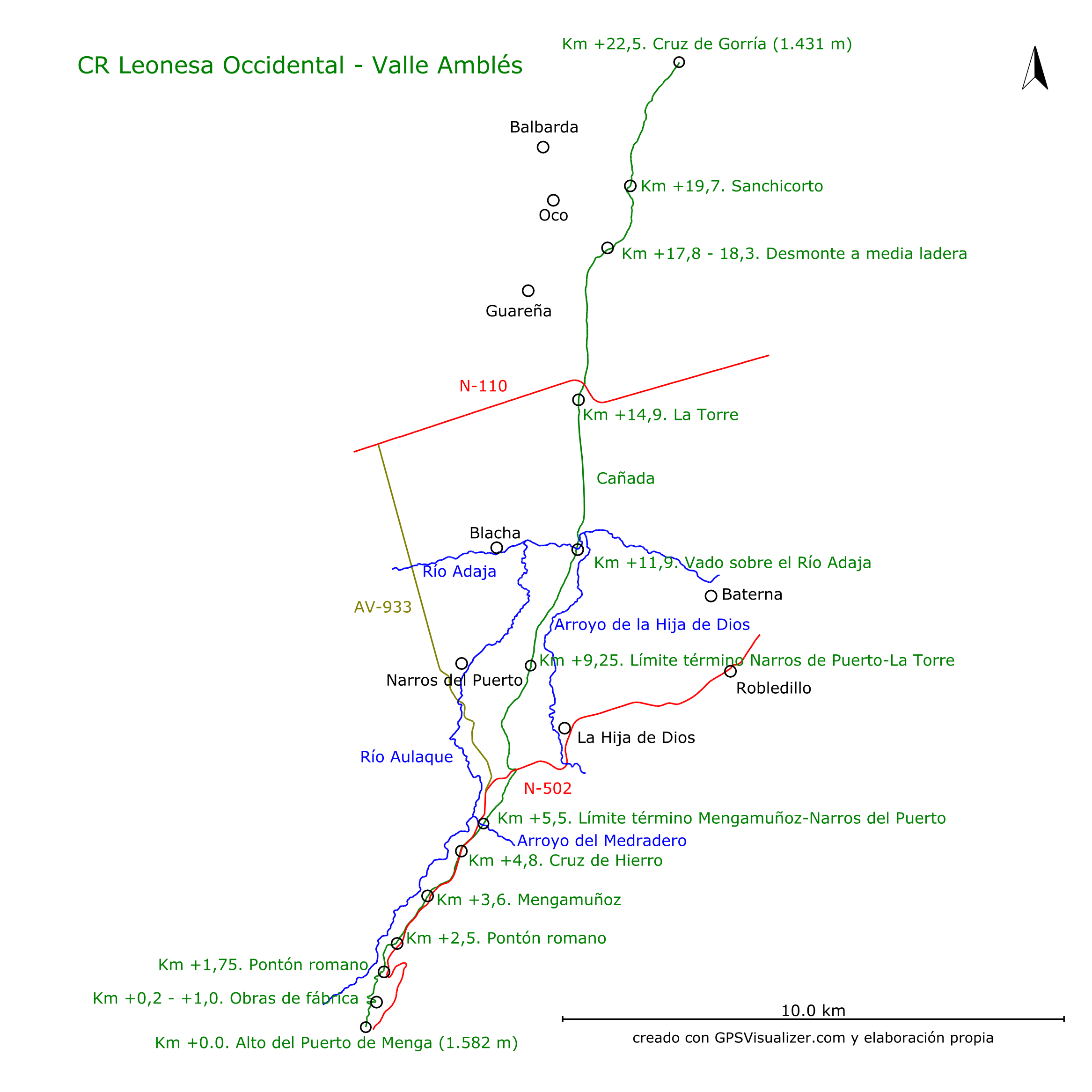
Trazado de la Cañada Leonesa Occidental a través del Valle de Amblés.

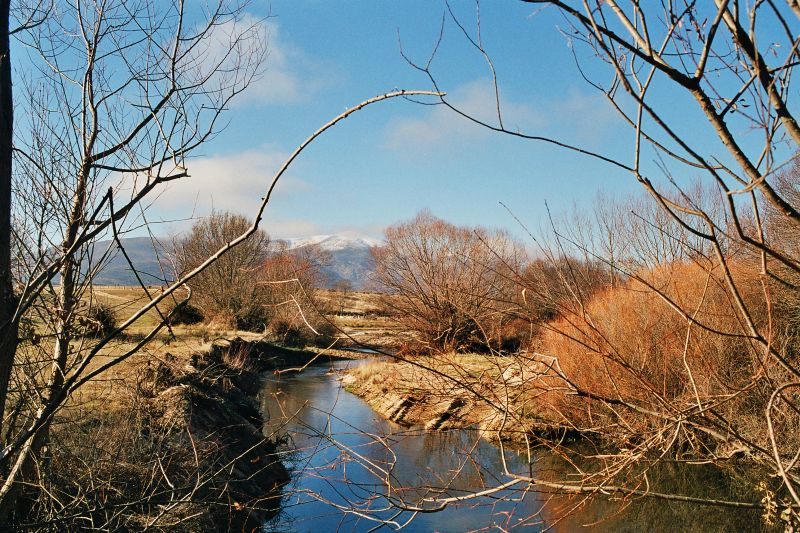
Paso del Adaja en el Valle de Amblés (Ávila), España

Las hojas de Arévalo del M.T.N. de escala 1:25.000 permiten ver el trazado que tenía la Cañada en la zona. Al abandonar la provincia de Valladolid y adentrarse en la abulense se separó de ella la carretera N-VI. Frente al castillo de Arévalo, que se alza como la quilla de un barco en la confluencia de los ríos Adaja y Arevalillo, y ante la ermita de la Caminanta, la Cañada Occidental Leonesa recoge a la que venía remontando el Adaja, salva la cortadura del Arevalillo por el puente medieval y entra en la ciudad. Es donde se suman a ella por el lado opuesto u oriental el Cordel de la Culebra y los que llegan como caminos o calzadas -pero igualmente cañadas- de la Pesuera, de los Arrieros y del Bonillo. Pasado el núcleo urbano continúa hacia el sur por los pinares que se extienden entre ambos ríos. Inmediatamente de salir de esta zona y de adentrarse en la de Nava de Arévalo (Hoja 481, de 1941 en su 1.ª edición), la Cañada vuelve a atravesar el Arevalillo, en este caso sin puente alguno y penetra en la comarca de la Moraña, donde pasa por los pequeños lugares de Pedro-Rodríguez, Cabizuela y Papatrigo y junto a diversos lavajos en los que los rebaños trashumantes disponían de fácil abrevadero.
Tras este recorrido la Cañada abandona la cuenca sedimentaria del interior castellano-leonés para discurrir entre las graníticas emergencias del Sistema Central. Es donde avanza en corto trayecto por la zona de la Hoja 506 o de Cardeñosa, en la que se halla el pueblo de San Juan de la Encinilla, el que ostentó el apelativo de "Corte de la Moraña" que Ridruejo admiraba por su pintoresquismo y por el estupendo retablo mudéjar de su iglesia. Dentro de la Hoja 505 o de Mirueña, que se realizó en 1941, deja a la derecha la Laguna Redonda, más extensa que las anteriores, y en San Pedro del Arroyo cruza la carretera N-501 por el centro del pueblo, en cuyas inmediaciones y a los pies de la propia cañada se halla la villa romana de El Vergel, descubierta recientemente. Más adelante, rebasado el pequeño lugar de Altamiros, la atraviesa otra vía pecuaria importante: la que procedente de El Mirón viene en busca de Ávila y del pedimento serrano segoviano. El M.T.N. sitúa la travesía 5 km al este de Chamartín de la Sierra, junto a la Venta del Hambre. Traspuesto este cruce, la Cañada Occidental Leonesa bordea por el oeste la dehesa del Cid, que era un agostadero de rebaños que en el siglo XVIII tenían sus invernaderos en la solana del Sistema Central, en Sanchorreja. Es donde sobre el cerro de los Castillejos se halla un castro prerromano, el Castro de Los Castillejos, hermano del próximo de La Mesa de Miranda en Chamartín de la Sierra, aunque no tan rico, y donde la Cañada asciende hasta el vértice geodésico de Berroco Palomo de 1.406 m de altitud en la Sierra de Ávila.
En la siguiente hoja (530 o de Vadillo de la Sierra de 1951) la Cañada traspasa en el Valle de Amblés los pequeños lugares de Sanchicorto y La Torre, desciende hasta el Adaja, discurre entre las cumbres de Cinivilla y Serranillos, de 1.316 y 1.294 m de altitud, respectivamente, y al final, en Mengamuñoz se esconde bajo la carretera de Ávila a Talavera de la Reina. En la Hoja siguiente (555 o de Navatalgordo, de 1952), confundida en parte con dicha carretera asciende al Puerto de Menga (1.566 m de altitud) entre la Paramera de Ávila y La Serrota. Efectúa el descenso por la vertiente opuesta aprovechando la cortadura del río del Puerto, pero divorciada de la carretera. A su vera, en el pago denominado Cañada de los Barreros, se levantó el Ventorro del Quinto. Salva el paso del Alberche por el Puente Mocho y el afluente Piquillo. A sus orillas se instalaron otras ventas, de las que la más conocida dio nombre al lugar llamado Venta del Obispo. 

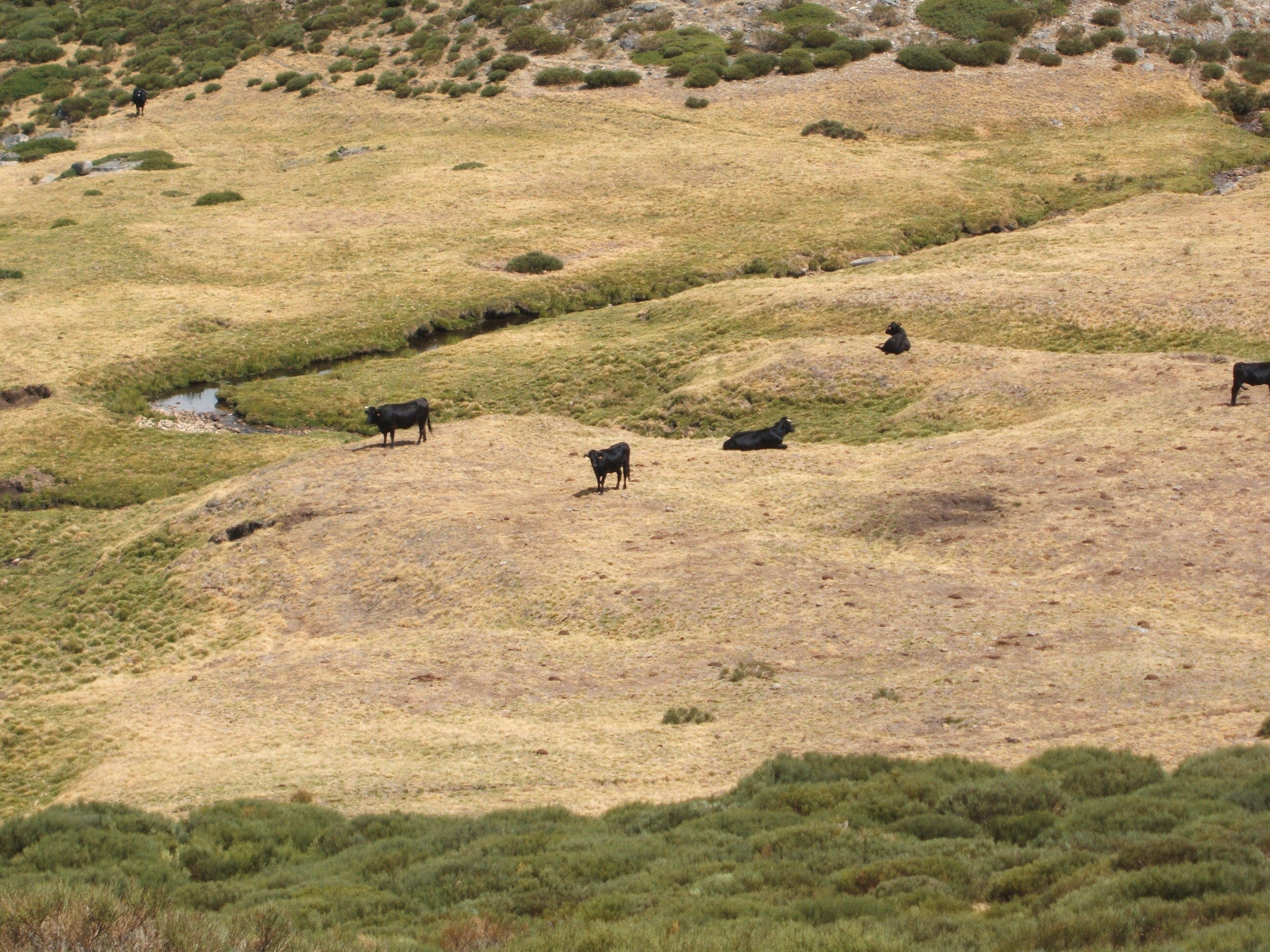
Ganado bovino de raza avileña negra ibérica pastando en la Dehesa de Serrota.

A continuación se incorpora el Cordel proveniente de Villafranca de la Sierra, que une el valle del Corneja, zona eminentemente ganadera, con la vertiente meridional de Gredos a través del Puerto del Pico (1.352 m); pasa por Navacepedilla de Corneja, asciende el Puerto de Chía (1.663 m) bordeando La Serrota, alcanza la localidad de Garganta del Villar, para a continuación cruzar el valle del Alto Alberche por medio de un puente de piedra y pasar junto a Navadijos, desde donde inicia el ascenso al Puerto de las Erillas (1.642 m), situado en la parte oriental de la Sierra de Piedra Aguda, para, una vez coronado, descender hasta Navalsauz o San Martín del Pimpollar, hasta unirse con la cañada antes del Puerto del Pico. 
A poco de penetrar en la zona cartografiada en la Hoja 578 o de Arenas de San Pedro (de 1950) la Cañada asciende el Puerto del Pico en la Sierra de Gredos, de 1.352 m de altitud, donde recibe por la derecha como afluente al Cordel de Piedrahíta al Puerto del Pico, que procedente de aquella localidad pasa por Navarredonda de Gredos y junto al más antiguo de los Paradores de Turismo, el de Gredos. En el descenso se sirve de la bien conservada calzada medieval (mal conocida como romana, ya que es muy posterior), todavía hoy utilizada por los ganados montantes, aunque más bien bovinos y caprinos. A partir de Cuevas del Valle vuelve a servir de base en gran parte a la carretera. No frente a Mombeltrán, centro del Barranco del Ramacastañas, pero sí antes y después de él y, sobre todo por Arenas de San Pedro. En Ramacastañas estaba el puerto real donde se pagaba el portazgo.

## Por la Meseta meridional
La Cañada occidental leonesa continúa por la meseta meridional buscando estaciones invernales más suaves que las propias de la septentrional. En Arenas de San Pedro se abría en  dos ramales. El occidental bajaba a Candeleda y desde aquí a la zona situada inmediatamente al sur y cartografiada en 1952 en la Hoja 600 o de Villanueva de la Vera, en la que tal brazo occidental se interrumpe antes de llegar al Tiétar. También los pastores de la trashumancia que seguían el ramal oriental encontraban un paisaje distinto al de la meseta superior. En la Hoja 601 o de Navalcán de 1942 en su 1.ª edición, este segundo y más importante brazo salva el Tiétar por el mismo puente en que lo hace la carretera de Ávila a Talavera de la Reina, discurre un buen trecho paralela a ella con dirección meridiana y se incurva frente al lugar de Parrillas, punto en el que deja a su derecha el vértice geodésico de Bueyero, de 408 m s. n. m. Más adelante asoma en la Hoja 626 o de Calera y Chozas, donde en el lugar de Corchuela encuentra el vértice geodésico de igual nombre. A continuación penetra en la Hoja 625 o de Lagartera con una anchura excepcional que en algún punto llega a rozar el medio km. Es donde recupera el nombre de Cañada Real de ganados. En el mapa aparecen a su vera diversos caseríos o casillas: de Rancilla, de la Gallega; del Zapatero, Matoso, Matosillo, de la Castilla, del Venturro y de Santa María, este último a la vera de la Laguna de la Valandrera.
- En tierras cacereñas

Al dirigirse hacia poniente, La Cañada entra en tierras extremeñas. En primer lugar, en las del Campo Arañuelo, y más en concreto, en las de Navalmoral de la Mata (Hoja 624 del M.T.N., también de 1952), lugar frente al que vuelve a su habitual estrechez, para continuar por tierras de Saucedilla y Almaraz. Es que hace mucho tiempo que se olvidó el privilegio dado por los Reyes Católicos al respecto: 

Que las cañadas estén abiertas, y las que se huvieren estrechado, se reduzcan al Marco de las seis sogas, que hazen noventa varas.

 Y de igual manera, la absorbe en parte una carretera, en este caso la N-V. En consonancia con ello, también su nombre cambia aquí al principio al de Paso de Ganados que, sin embargo más adelante, al desprenderse de la carretera y recuperar anchura, vuelve a cambiar por el de Cañada.
A los ataques que ha sufrido la Cañada por parte de carreteras, vías férreas y ensanches urbanos se suman más adelante los de los embalses del Tajo. Entra bien visible en la Hoja 652 o de Jaraicejo, de 1963, pero pronto el agua retenida en la Presa de Torrejón la interrumpe con el reculaje de uno de los afluentes derechos del río. Vuelve a reaparecer y cruza el Tajo, por el Puente de Almaraz. A mediados del siglo XVIII el cabildo placentino cobraba aquí cinco reales y medio por cada rebaño que se sirviera del puente -obra del siglo XVI- tanto en sentido ascendente como descendente. Al salir de él la Cañada queda de inmediato absorbida por la carretera N-V, con la que discurre entre el mismo río y el Cerro del Tesoro; y bajo la misma carretera, y a trechos separándose algo de ella, asciende al Puerto de Miravete, de 836 m s. n. m. de altitud. Después de emitir un ramal a la izquierda, desciende por la vertiente meridional del puerto - en unos trechos independiente de la carretera- hasta llegar a Jaraicejo. Es donde abandona la Hoja que lleva el nombre de ese lugar para pasar a la 680 o de Aldeacentenera, donde de inmediato emite también otra derivación, esta hacia el oeste, mediante la cual, en la Hoja 679 o de Aldea Trujillo, la Cañada Occidental Leonesa establece la conexión con la de la Vizana o de la Plata. La Leonesa sigue su ruta hacia el sur a través de la misma Hoja de Aldeacentenera por parajes adehesados en cuyos topónimos abundan la referencias a las prácticas ganaderas: Descansadero, Esquileo, Herradero. Cruza brevemente el ángulo NO de la Hoja 706 o de Madroñera bajo la misma carretera N-V, y en la inmediata 705 se hermana finalmente con la Cañada de la Vizana para hacer juntas la entrada en Trujillo.
- Desde Trujillo hasta los extremos

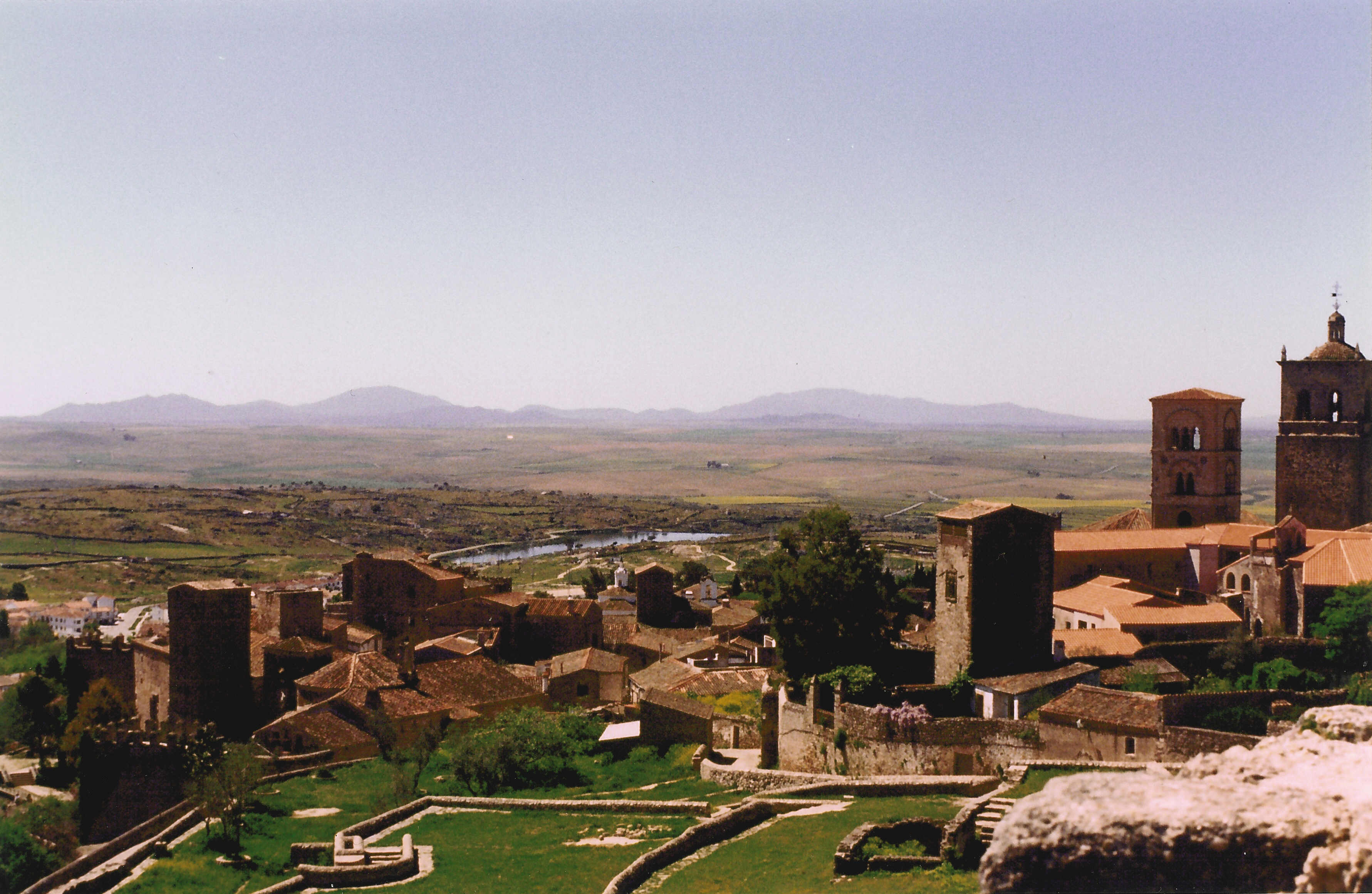
Panoránica de Trujillo (Cáceres), España

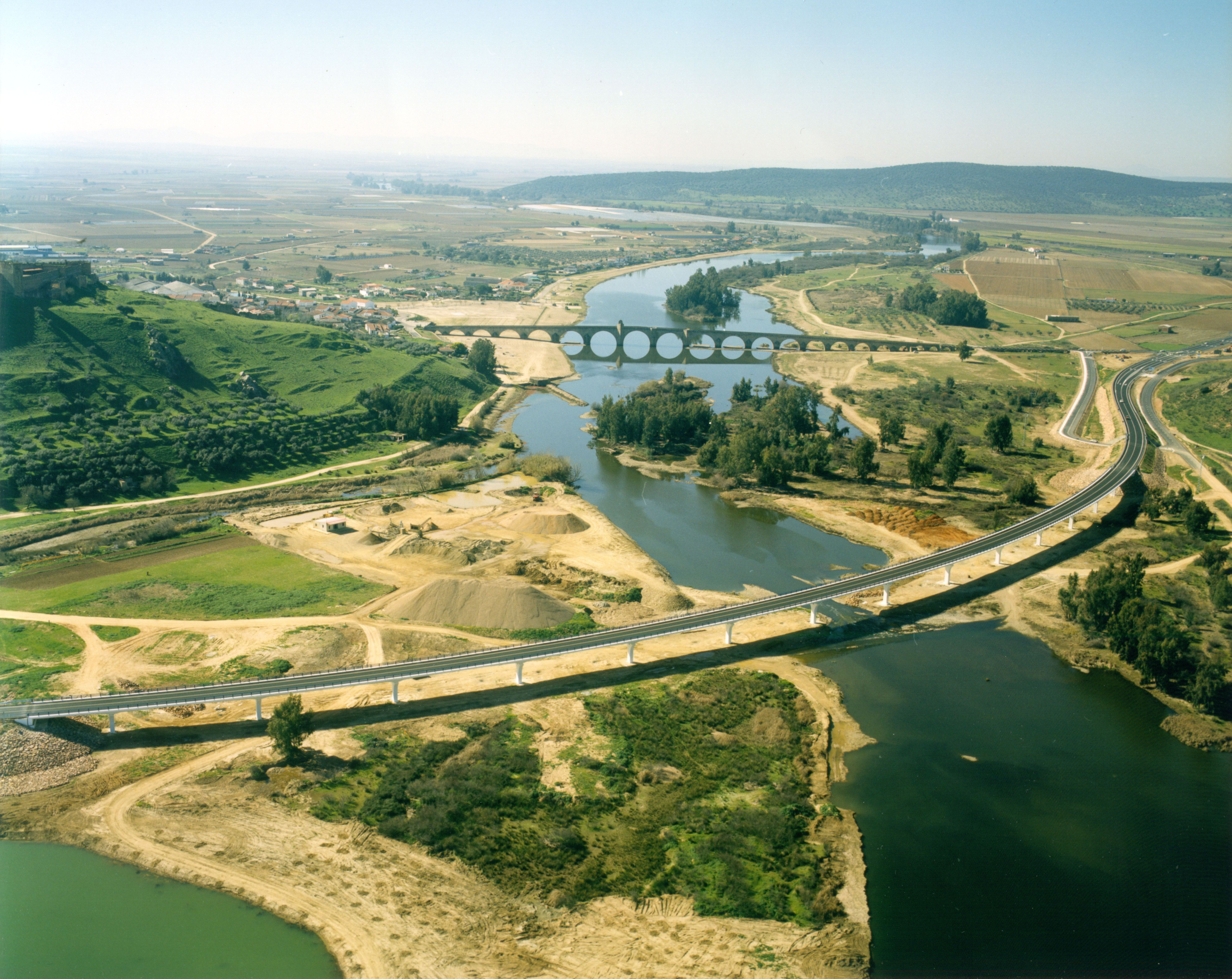
Puente medieval y moderno sobre el Guadiana en Medellín (Badajoz), España

Las diferencias climáticas respecto a la meseta superior no terminan en aquella solana del Sistema Central y en la cuenca del Tajo, sino que se mantienen de igual guisa más al sur, sobre la misma penillanura extremeña: en el valle del Guadiana y en los que se esconden en las estribaciones de Sierra Morena, se asientan también grandes dehesas de montes y pastizales, en lo que igualmente, el tórrido verano agosta los pastos, pero que en invierno, gozan de temperaturas suaves que los mantienen verdes. La solución para criar aquí grandes rebaños estribaba en trasladarlos todos los años - antes del estío y por rutas exclusivas- hasta las cordilleras del norte y centro, cuyos prados ya entonces libres de nieve, constituían el complemento adecuado. Basta contrastar los mapas de isofenas para entender la razón de tan largos desplazamientos; si en la baja Extremadura florece el almendro en la segunda quincena de enero, en la Cordillera Cantábrica no lo hace hasta la primera de marzo; las golondrinas llegan habitualmente a aquella zona meridional ya al demediar febrero y tardan mes y medio más en subir a la septentrional. El mismo Jovellanos ya advertía el siglo XVIII que esta era la solución: "Oblíguese á una sola de estas cabañas a permanecer todo un verano en Extremadura, ó todo un invierno en los montes de Babia, y perecerían sin remedio".
Tal necesidad de desplazamiento queda patente en las gráficas térmicas de los distintos lugares de la ruta y, sobre todo, con los auxodiagramas -expresivos del crecimiento vegetal- relativos a Rabanal de Luna y a Zafra, esto es, a dos puntos de los extremos de ella.
Así en las dehesas de los partidos de Trujillo, Alburquerque, La Serena, Mérida, Orellana, Alange, Puebla de Alcocer, Puebla de Ovando o Herrera del Duque herbajaban en el invierno grandes hatos ovinos de los monasterios de El Escorial, Guadalupe, El Paular y Valvanera; del duque del Infantado; de los marqueses de Villagarcía y Monroy, la Hinojosa, Bélgida, Sufraga el Portazgo, Iturbieta y Villalópez, de los condes de Campo Alegre, Alcolea, Los Corbos, Superunda y Villapaterna y de otros numerosos grandes ganaderos, titulados o no. La multiplicidad de asentamientos de los rebaños obligó a multiplicar a su vez los cordeles de acceso o de dispersión hasta o desde la Cañada Occidental Leonesa. Así, Trujillo resulta otro nudo de convergencias de vías pecuarias. Rumbo al oeste parte de esta ciudad un Cordel de ganados que en un buen trecho marcha a la vera de la carretera N-521 de Trujillo a Portugal por Valencia de Alcántara. Con dirección suroccidental, otro que cruza el término de La Cumbre. Y hacia el sudeste, la Cañada Leonesa Occidental, que en la Hoja 706 o de Madroñera del M.T.N. absorbe a aquel ramal que se desprendió de ella en el Puerto de Miravete y que , antes de llegar a tal confluencia -entre las lagunas de Pasarón y Valquemadillo- vadea el río Almonte en la dehesa de Cachiporro y discurre por Torrecillas de la Tiesa y por tierras de Madroñera. Pero a poco de iniciar su recorrido, en el término de Escurial la misma Cañada leonesa se divide a su vez en tres ramales. Nos interesa seguir el que, como Cordel de ganado de Santa Amalia, se asoma a la Hoja 754 o de Madrigalejo y, de inmediato, penera en la zona representada en la 753 o de Miajadas (1.ª edición, de 1938), donde, entre labrantíos, atraviesa con dirección el término de ese lugar para entrar en tierras de Santa Amalia. Es donde vuelve a desarrollar un recorrido de 21 km y donde ha dejado buena constancia de sí a uno y otro lado: primero sobre un erial, en la Casa de la Cañada; más adelante, junto al pueblo del que el mapa toma nombre, en Laguna de la Mesta que frente a otras aquí abundantes, sería la preferida como abrevadero.
Más importante que Trujillo como nudo cañadero ha sido Medellín (Hoja 778 o de Don Benito, de 1941). Para entra por el puente sobre el Guadiana que da acceso a la villa medellinense, la Cañada Occidental Leonesa se veía obligada a circunvalar dos resaltes diferenciales -los de Troya y de Enfrente- que rompen la continuidad de la cuenca sedimentaria pacense, aquí de altitud media que apenas sobrepasa los 300 m s. n. m. Y en la misma circunvalación o después, recibía por la derecha a la procedente de Mérida, a su vez receptora del Cordel de San Pedro; y por la izquierda, a las que venían, sucesivamente del lugar que da nombre al mapa, del valle del Ortiga y del sureste de la finca de Las Torrecillas. El Plan Badajoz de embalses y de riegos ha roto todo el esquema. En su marcha hacia el sur, la Cañada atraviesa el río Guadámez y el pago Cañada Honda y abandona la zona representada en la Hoja tras completar en ella un recorrido de 23 km.
En la Hoja 804 o de Oliva de Mérida la vía pecuaria de nuestro seguimiento principal abandona aquella baja llanura tan aprovechada por los regadíos del Plan Badajoz y vuelve a montar sobre el zócalo de la penillanura. es donde según ese M.T.N. -de 1940-, se denomina Cañada Real de Sevilla a Madrid; rodea por el este los aledaños del lugar de Oliva; se sirve del paso que dejan, de un lado, las sierras de Juan Bueno y Peñas Blancas, y de otro, la de Oliva; vadea el río de San Juan y en el lugar de Palomas, atraviesa el de Palomillas. Su curso alcanza en esta zona más de 26 km. Algo inferior a ese, de 21 km, es el que totaliza sobre la hoja siguiente (la 830 o de Hornachos), donde conserva el equívoco apelativo de Cañada Real de Sevilla a Madrid que traía más al norte. A su derecha deja el vértice geodésico Madroño, de 457 m s. n. m. de altitud, y a su izquierda el Cerro de los Cristianos. A continuación salva el río Matachel por el llamado precisamente Vado de las Merinas y, hasta casi el final de la zona, la aprovechan para su delimitación los términos de Ribera del Fresno y Puebla del Prior, de un lado, y el de Hornachos a otro.
Más adelante aparece cruzando el ángulo NO de la Hoja 855 o de Usagre frente al lugar de Hinojosa del Valle y entrando en la 854 o de Zafra. Ya próxima a los abrigos en los que los rebaños trashumantes tenían sus cuarteles de invierno más meridionales, volvemos a encontrar problemas similares a los que nos hemos referido al tratar de los agostaderos norteños para seguir su curso. García Martín lo señala directo desde Hinojosa del Valle a Usagre y, desde  aquí a Bienvenida y Fuente de Cantos. En el M.T.N. y tras aquel asomo en la Hoja 855, la Cañada, en cambio, aparece penetrando en la zona representada en la Hoja de Zafra, en la que sirve de límite entre los términos de Hinojosa del Valle y Los Santos de Maimona. En el pago de El Bocarón se abre en dos ramales. El occidental discurre por los términos de Los Santos de Maimona y Puebla de Sancho Pérez, desde los que pasa a la zona correspondiente a la Hoja 876 o de Fuente de Cantos y, desde esta, a la de Monesterio, en cuya entrada se interrumpe en el pago denominado Majada de las Vacas, del término de Bodonal de la Sierra. El ramal oriental, que arranca igualmente de aquel indicado pago del Bocarón, continúa con dirección submeridiana por la misma Hoja de Zafra, desde la que pasa a la 876 o de Fuente de Cantos. Antes de alcanzar el lugar que da nombre a esta hoja, la atraviesa perpendicular la Vereda de la Senda que procede de Medina de las Torres. Al salir de Fuente de Cantos hacia el sur recupera su nombre de Cañada Real Leonesa y se cruza con la que el mapa define como Vereda de la Vizana. En la siguiente -la 897 o de Monesterio-, el M.T.N. la llama en cambio Cañada Soriana. es donde cambia aquella dirección que traía, más o menos meridiana, por la occidental, en seguimiento de la cual entra en la zona de la Hoja 896 o de Higuera la Real, en la que, de inmediato, encuentra su final junto al lugar de Segura de León, a 640 m s. n. m. de altitud, si bien García Martín la prolonga por Fuentes de León hasta el límite con la provincia de Huelva.